# Phân xanh

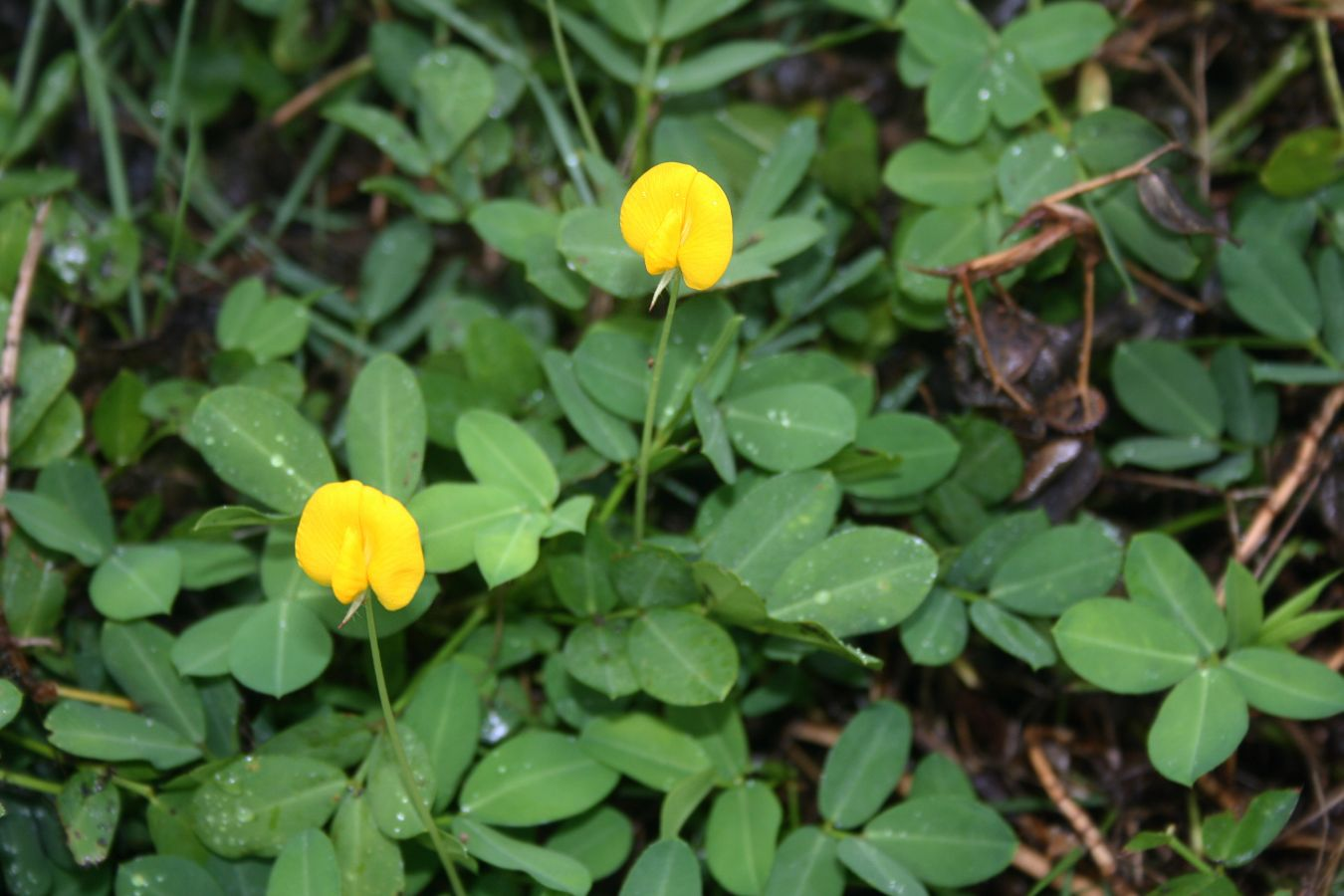
Cỏ đậu, còn được gọi là cỏ đậu phộng, đậu phộng kiểng, cỏ hoàng lạc, lạc dại, đậu phộng dại (danh pháp hai phần: Arachis pintoi) là một loài cây trong họ Đậu

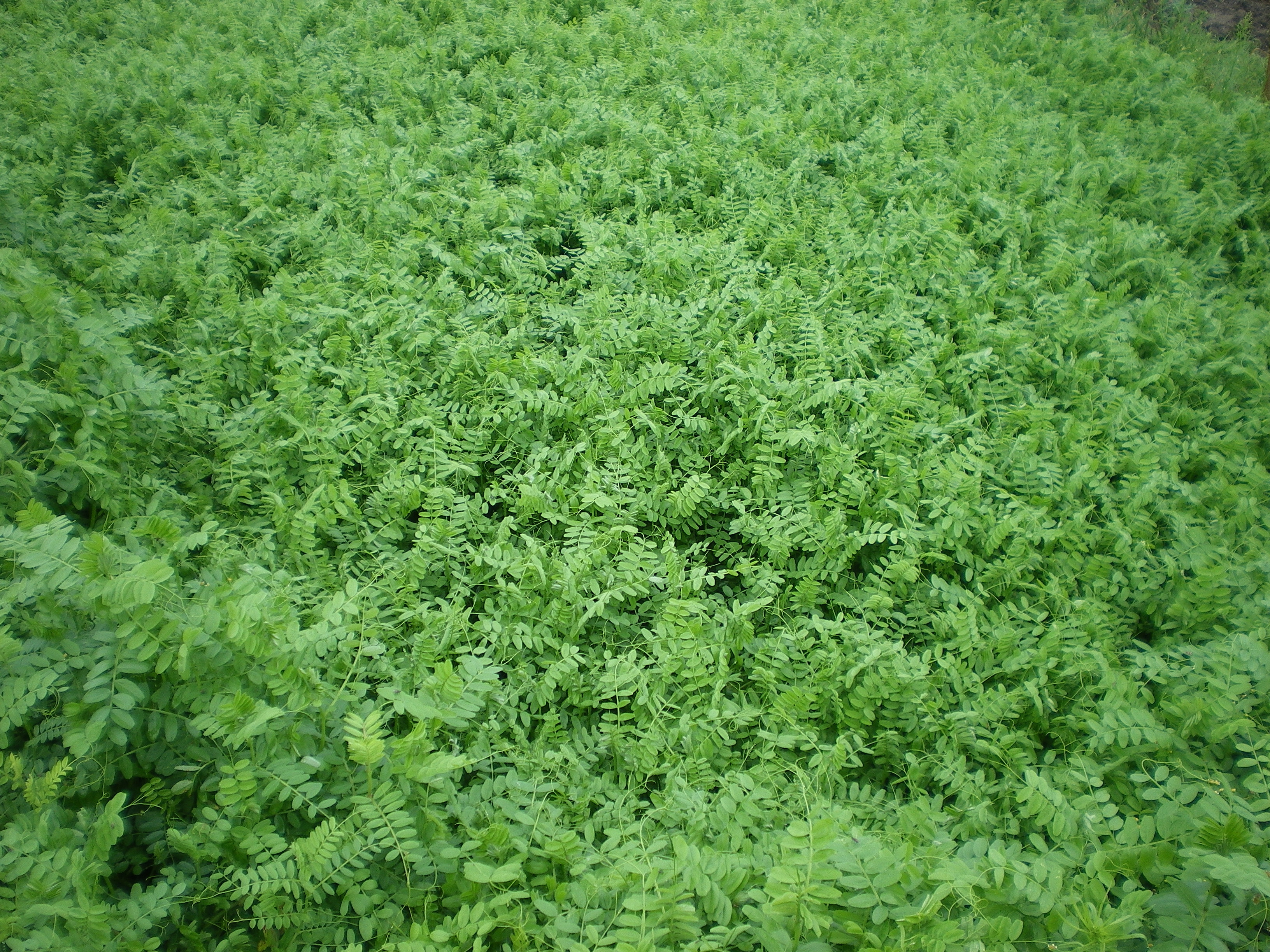
Đậu răng ngựa dùng làm cây phân xanh, sự mọc dày của đậu cũng làm những cỏ dại khác không sống được

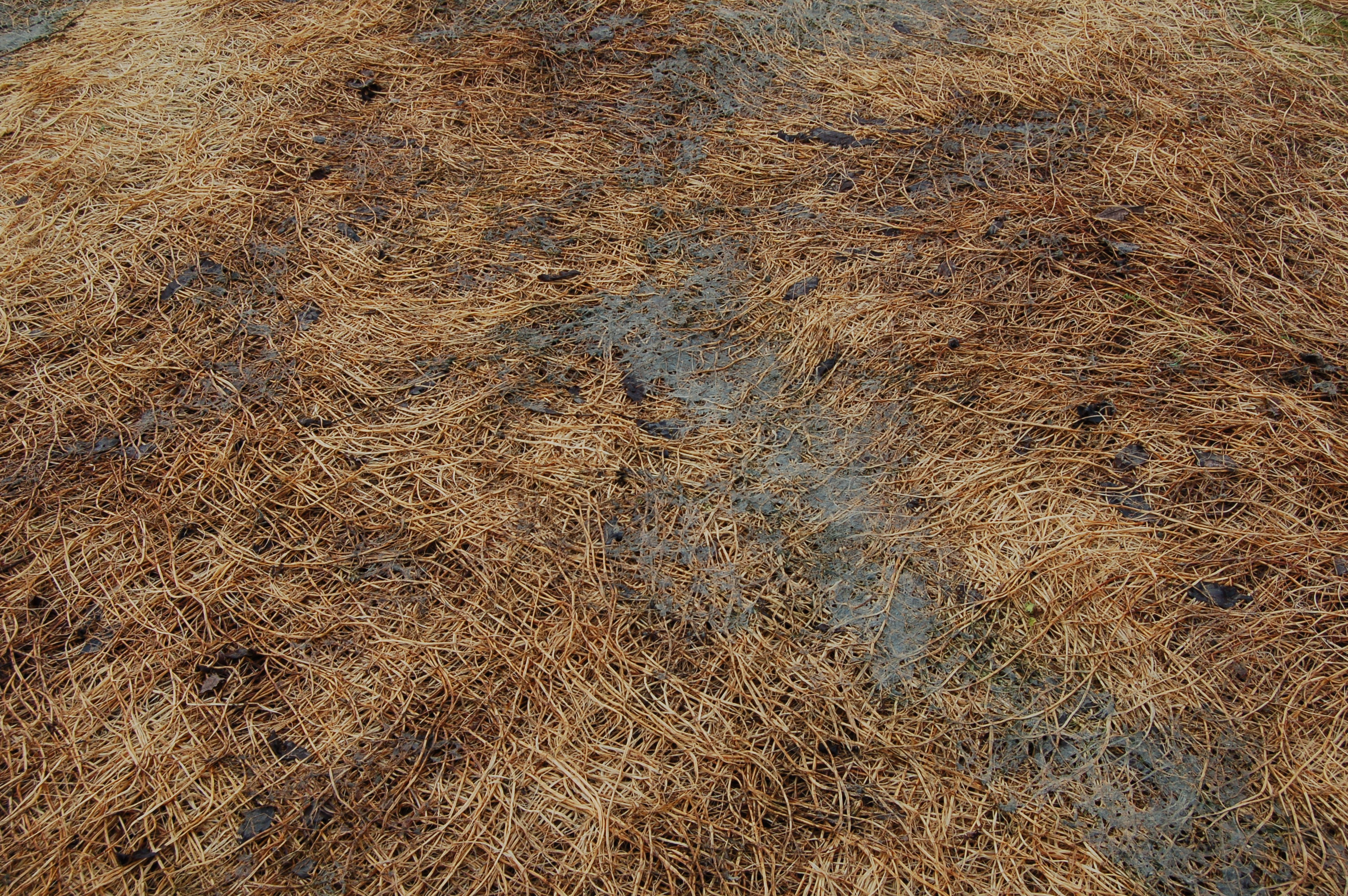
Đậu răng ngựa khô vào giữa tháng Hai phủ đất và giữ ấm

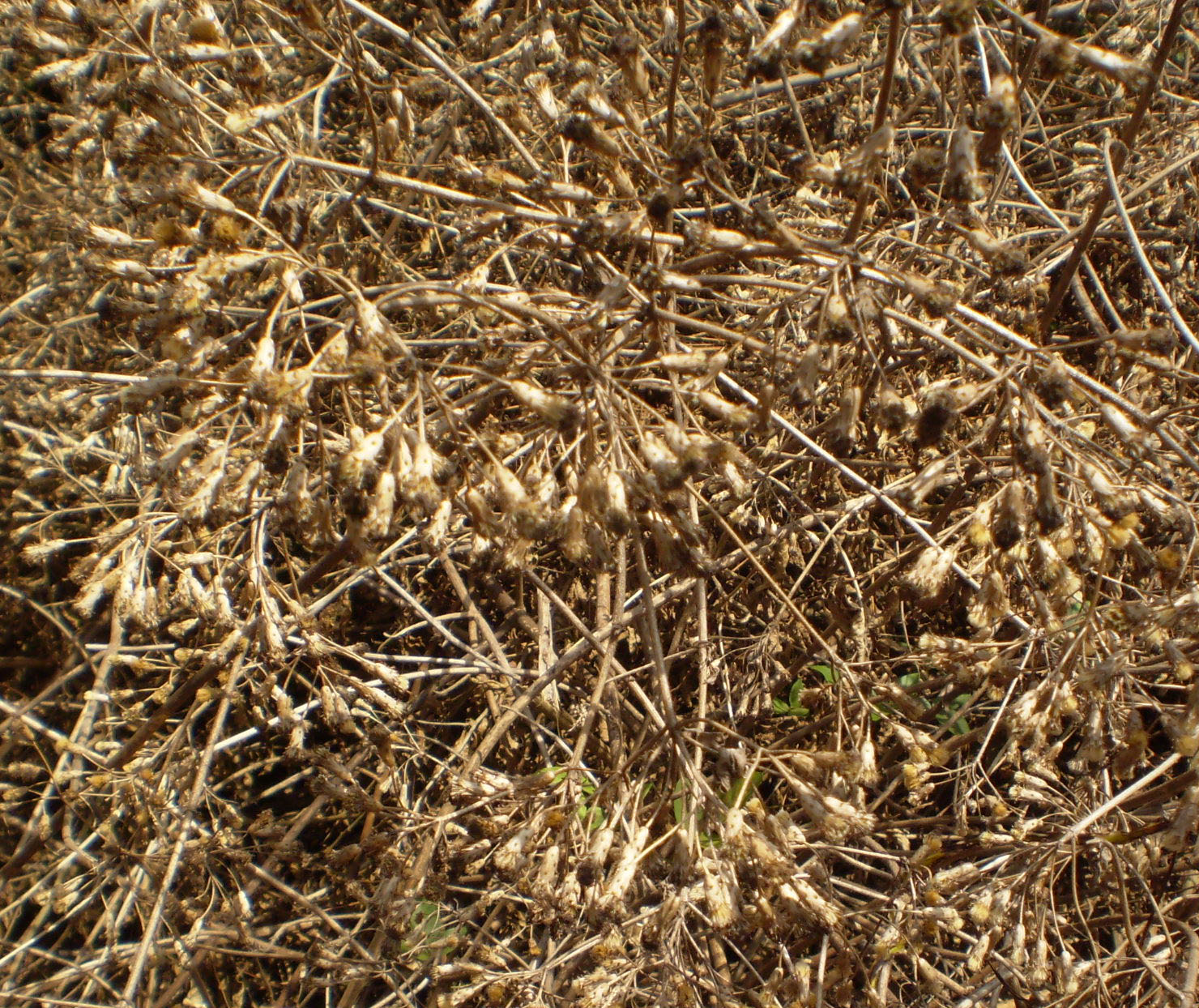
Hoa bớp bớp khô

Phân xanh (như xác cây, hoa quả, cỏ, bã cà phê, vỏ chuối, lục bình, các loại cây thân thảo, ...) là xác của các loại cây xanh được dùng làm phân hữu cơ tươi, chưa qua quá trình ủ và thường được sử dụng để bón lót cho cây hàng năm hoặc “ép xanh” (tủ gốc) cho cây lâu năm.
Cây được dùng phổ biến để tạo ra phân xanh gọi là cây phân xanh. Cây phân xanh dễ trồng, phát triển nhanh và mạnh. Ngoài việc được sử dụng làm phân bón cho cây trồng, các loài cây phân xanh còn được dùng để làm cây phủ đất, cây che bóng, cây giữ đất chống xói mòn, cây cải tạo đất, nâng cao độ phì nhiêu của đất.
Trồng cây phân xanh là trồng những cây cụ thể như cây họ đậu để cải tạo đất trong nông nghiệp trước khi trồng các loại cây chính. Cây phân xanh thường được trồng luân canh, cứ một vụ trồng cây trồng chính lại một vụ trồng cây phân xanh, khi cây phân xanh ra hoa được cầy vùi chung vào trong đất để tăng cường độ màu mỡ cho đất. Không nên để cây có hạt rồi mới vùi vào đất, vì lúc này hạt cây phân xanh có thể mọc gây cản trở quá trình sinh trưởng và phát triển của cây trồng chính.
Nguyên liệu để làm phân xanh thường là các cây cỏ dại, cây thảo mộc, lá xoan, cây họ đậu, ..., trong đó cây phân xanh được dùng phổ biến nhất cho các cây lâu năm và hằng năm là lạc dại (cỏ đậu).
Tại châu Âu, thường dùng những rau họ cải như mù tạc, cải dầu, cây họ đậu như đậu cánh chim, đậu tằm, đậu răng ngựa hoặc cỏ ba lá, cỏ như họ Hòa thảo và các loài khác như hướng dương,... để làm phân xanh.
Tại Việt Nam thường dùng những cây xanh như lạc dại (cỏ đậu), bèo hoa dâu, bớp bớp, keo dậu, lục lạc sợi, điên điển, lục bình, dã quỳ, đậu triều, ...
Tuy nhiên để đảm bảo về dinh dưỡng và tránh các mầm bệnh cho cây trồng nên sử dụng phân xanh đã ủ hoai để bón lót cho cây đặc biệt là rau, củ sẽ tốt hơn so với bón phân xanh chưa qua ủ hoai.